# Spiral (matematik)
 For alternative betydninger, se Spiral. (Se også artikler, som begynder med Spiral)
En spiral er en kurve spores ved et punkt bevæger sig langs en roterende linje.